# Trifolium ornithopodioides
Trifolium ornithopodioides là một loài thực vật có hoa trong họ Đậu. Loài này được (L.) Sm. miêu tả khoa học đầu tiên.